# Кириллов, Михаил Семёнович
Михаил Семёнович Кириллов (1921—1950) — участник Великой Отечественной войны, командир отделения разведки 364-го стрелкового полка 139-й стрелковой Рославльской Краснознамённой ордена Суворова дивизии 50-й армии 2-го Белорусского фронта, Герой Советского Союза (1945), старшина.

## Биография
Родился в 1921 году в селе Усть-Алеус (ныне Ордынского района Новосибирской области, РСФСР) в семье крестьянина. Русский.
Окончил 5 классов. Работал на смолокуренном заводе, грузчиком на речной пристани в Новосибирске.
В Красной Армии с 1940 года.
Участник Великой Отечественной войны с июня 1944 года, сражался на 2-м Белорусском фронте. Командир отделения разведки 364-го стрелкового полка 139-й стрелковой дивизии 50-й армии 2-го Белорусского фронта комсомолец старшина Михаил Кириллов особо отличился при освобождении Могилёвской области Белорусской ССР.
27 июня 1944 года с группой в шесть человек старшина Кириллов преодолел реку Днепр в районе деревни Буйничи Могилёвского района Могилёвской области Белорусской ССР, захватил рубеж, автоматным огнём и гранатами уничтожил огневые точки и тем самым обеспечил форсирование реки батальоном, за что был представлен к званию Героя Советского Союза.
19 июля 1944 года в районе деревни Погораны Гродненского района Гродненской области Белорусской ССР командир отделения разведки 364-го стрелкового полка Кириллов, имея в подчинении 5 солдат, успешно отразил контратаки противника лично уничтожив при этом более 20 немецких солдат.
13 августа 1944 года под городом Осовец был ранен осколком в руку.
7 сентября 1944 года приказом по 139-й стрелковой дивизии № 031/н старшина Кириллов награждён орденом Славы III степени.
Указом Президиума Верховного Совета СССР от 24 марта 1945 года за образцовое выполнение боевых заданий командования на фронте борьбы с немецко-фашистскими захватчиками и проявленные при этом мужество и героизм старшине Кириллову Михаилу Семёновичу присвоено звание Героя Советского Союза с вручением ордена Ленина и медали «Золотая Звезда».
После войны демобилизован.
Умер в 1950 году.

## Награды
- Медаль «Золотая Звезда» Героя Советского Союза (24.03.1945);
- орден Ленина (24.03.1945);
- орден Славы III степени (07.09.1944);
- медаль «За победу над Германией в Великой Отечественной войне 1941—1945 гг.».

## Память
- Имя Героя высечено золотыми буквами в зале Славы Центрального музея Великой Отечественной войны в Парке Победы города Москва.
- Именем Героя Советского Союза Кириллова М. С. названа улица в селе Усть-Алеус Ордынского района.
- Его имя увековечено в Ордынском мемориальном парке героев-земляков, а также на Аллее Героев у Монумента Славы в Новосибирске.